# Лансинг (Охајо)
Лансинг (енгл. Lansing) насељено је место без административног статуса у америчкој савезној држави Охајо.

## Демографија
По попису из 2010. године број становника је 634.
| Група             | 2000.    | 2010.       |
| Белци             | 0 (0,0%) | 606 (95,6%) |
| Афроамериканци    | 0 (0,0%) | 5 (0,8%)    |
| Азијати           | 0 (0,0%) | 2 (0,3%)    |
| Хиспаноамериканци | 0 (0,0%) | 9 (1,4%)    |
| Укупно            | 0        | 634         |